# Steve Holland
Steve Holland est un scénariste et producteur américain.

## Filmographie

### Scénariste
- 1999 : Kenan et Kel (1 épisode)
- 2000 : Hype
- 2002-2005 : All That (13 épisodes)
- 2003-2004 : Married to the Kellys (9 épisodes)
- 2004 : Drake et Josh (1 épisode)
- 2004 : Stripperella (3 épisodes)
- 2005-2007 : Zoé (10 épisodes)
- 2006 : Less Than Perfect (2 épisodes)
- 2007-2009 : Leçons sur le mariage (11 épisodes)
- 2007-2010 : iCarly (6 épisodes)
- 2009-2018 : The Big Bang Theory (176 épisodes)

### Producteur
- 2002 : The Nick Cannon Show (4 épisodes)
- 2004-2005 : All That (10 épisodes)
- 2009 : Leçons sur le mariage (13 épisodes)
- 2009-2018 : The Big Bang Theory (215 épisodes)